# VE神经毒剂
VE （ S- （二乙氨基）乙基O-乙基乙基硫代膦酸酯）是一种属于“V系列”神经毒剂，与更为人所知的VX神经毒剂密切相关。 1958年首次报道它作为农药。 
与 V 系列中的大多数药剂（VX 除外）一样，VE 尚未在军事科学之外得到广泛研究。

人们普遍认为，所谓的“第二代”V系列毒剂来自冷战时期的俄罗斯化学武器开发计划。

它们可能是在 1950 年至 1990 年间开发的。 它们的致死剂量水平与 VX 相似（10-50 mg），与作用于胆碱酯酶的其他神经毒剂有相似的症状和作用方法，治疗方法也相同，但有效治疗第二代V系列癫痫发作的窗口较短。

除了标准癫痫发作外，一些第二代 V 系列药剂已知会引起昏迷。

## 相关
- 神经性毒剂
- 神经毒素
- 有机磷化合物